# Резолюция Совета Безопасности ООН 104
Резолюция Совета Безопасности ООН 104 — резолюция, принятая 20 июня 1954 года после обращения Правительства Гватемалы.

## Хронология событий
20 июня 1954 года правительство Гватемалы обратилось в Совет Безопасности ООН с просьбой «вмешаться, чтобы остановить агрессию, совершенную правительствами Гондураса и Никарагуа по подстрекательству определённых иностранных компаний». Представитель Франции предложил проект резолюции, в которой содержалось требование «немедленно прекратить все действия, которые могут привести к кровопролитию».
В дальнейшем, представитель США в ООН Генри Кэбот Лодж предпринял значительные усилия, чтобы под различными предлогами затянуть вынесение на рассмотрение СБ ООН обращения правительства Гватемалы. 25 июня 1954 года на заседании Совета Безопасности ООН по положению в Гватемале Лодж настоял на том, чтобы рассмотрение данного вопроса проходило без присутствия представителя Гватемалы, а также потребовал передать рассмотрение данного вопроса на рассмотрение Организации американских государств. Принята единогласно